# 1971 na música
- 7 de janeiro - Lançado nos EUA o álbum Paranoid por Black Sabbath.
- 5 de março - Lançado o primeiro álbum póstumo de Jimi Hendrix: The Cry of Love.
- 19 de março - Lançado o álbum Aqualung por Jethro Tull.
- 19 de abril - Lançado o álbum L.A. Woman Por The Doors
- 21 de julho - Lançado o álbum Master of Reality por Black Sabbath.
- 2 de agosto - Lançado o nos EUA o álbum Who's Next por The Who
- 25 de agosto - Lançado no Reino Unido o álbum Who's Next por The Who
- 30 de outubro - Lançado o álbum Meddle por Pink Floyd e Meaty Beaty Big and Bouncy por The Who.
- 8 de novembro - Lançado o álbum Led Zeppelin IV por Led Zeppelin.

## Nascimentos
| Data            | Nome                     | Profissão                                | Nacionalidade              | Observações | Ref |
| --------------- | ------------------------ | ---------------------------------------- | -------------------------- | ----------- | --- |
| 9 de janeiro    | MF Doom                  | rapper                                   | Inglaterra/ Estados Unidos |             |     |
| 11 de Janeiro   | Mary J. Blige            | cantora pop                              | Estados Unidos             |             |     |
| 17 de Janeiro   | Kid Rock                 | cantor                                   | Estados Unidos             |             |     |
| 18 de Janeiro   | Jonathan Davis           | cantor                                   | Estados Unidos             |             |     |
| 21 de fevereiro | Randy Blythe             | cantor e compositor                      | Estados Unidos             |             |     |
| 28 de novembro  | Anthony Hamilton         | músico e produtor                        | Estados Unidos             |             |     |
| 1 de Fevereiro  | Ron Welty                | baterista                                | Estados Unidos             |             |     |
| 26 de Fevereiro | Erykah Badu              | cantora                                  | Estados Unidos             |             |     |
| 5 de Março      | Dinho                    | cantor                                   | Brasil                     | m. 1996     |     |
| 8 de março      | Letícia Sabatella        | atriz e cantora                          | Brasil                     |             |     |
| 20 de março     | Graeme Norgate           | compositor                               | Inglaterra                 |             |     |
| 22 de Março     | Luis Mariutti            | baixista                                 | Brasil                     |             |     |
| 1 de Abril      | Method Man               | músico                                   | Estados Unidos             |             |     |
| 3 de abril      | Fábio de Melo            | padre e cantor                           | Brasil                     |             |     |
| 10 de Abril     | Yoo Young-jin            | cantor, compositor e produtor musical    | Coreia do Sul              |             |     |
| 11 de abril     | Oliver Riedel            | baixista                                 | Alemanha                   |             |     |
| 16 de abril     | Selena Quintanilla Perez | cantora                                  | Estados Unidos             | m. 1995     |     |
| 27 de maio      | Lisa Lopes               | cantora                                  | Estados Unidos             | m. 2002     |     |
| 5 de Maio       | David Reilly             | músico                                   | Estados Unidos             |             |     |
| 30 de Maio      | Idina Menzel             | Atriz, cantora e compositora             | Estados Unidos             |             |     |
| 5 de Junho      | Mark Wahlberg            | ator e cantor                            | Estados Unidos             |             |     |
| 14 de junho     | Billie Myers             | cantora                                  | Inglaterra                 |             |     |
| 16 de Junho     | Tupac Shakur             | cantor, Poeta e Ator                     | Estados Unidos             | m. 1996     |     |
| 17 de Agosto    | Ed Motta                 | cantor                                   | Brasil                     |             |     |
| 25 de Agosto    | Fernanda Takai           | cantora e guitarrista                    | Brasil                     |             |     |
| 26 de agosto    | Thalía                   | atriz e cantora                          | México                     |             |     |
| 31 de agosto    | Debbie Gibson            | cantora                                  | Estados Unidos             |             |     |
| 6 de Setembro   | Dolores O'Riordan        | cantora                                  | Irlanda                    |             |     |
| 8 de setembro   | Richie Spice             | cantor                                   | Jamaica                    |             |     |
| 11 de Setembro  | Richard Ashcroft         | cantor                                   | Inglaterra                 |             |     |
| 14 de Setembro  | Jeff Loomis              | Guitarrista                              | Estados Unidos             |             |     |
| 21 de Setembro  | Alfonso Ribeiro          | ator, dançarino e cantor                 | Estados Unidos             |             |     |
| 3 de Outubro    | Kevin Richardson         | cantor                                   | Estados Unidos             |             |     |
| 3 de outubro    | James Root               | músico                                   | Estados Unidos             |             |     |
| 20 de outubro   | Snoop Dogg               | rapper e ator                            | Estados Unidos             |             |     |
| 20 de outubro   | Dannii Minogue           | cantora                                  | Austrália                  |             |     |
| 13 de Dezembro  | J.Y. Park                | cantor, compositor produtor e empresário | Coreia do Sul              |             |     |
| 24 de Dezembro  | Ricky Martin             | cantor                                   | Porto Rico                 |             |     |
| 25 de Dezembro  | Dido Armstrong           | cantora                                  | Inglaterra                 |             |     |
| 26 de Dezembro  | Jared Leto               | ator e vocalista                         | Estados Unidos             |             |     |

## Mortes
| Data        | Nome            | Profissão                        | Nacionalidade  | Observações | Ref |
| ----------- | --------------- | -------------------------------- | -------------- | ----------- | --- |
| 6 de Abril  | Ígor Stravinski | compositor                       | Rússia         | n. 1882     |     |
| 3 de Julho  | Jim Morrison    | cantor e poeta                   | Estados Unidos | n. 1943     |     |
| 6 de Julho  | Louis Armstrong | músico                           | Estados Unidos | n. 1901     |     |
| 15 de julho | Bill Thompson   | cantor, ator de rádio e dublador | Estados Unidos | n. 1913     |     |